# Cédric Sorhaindo

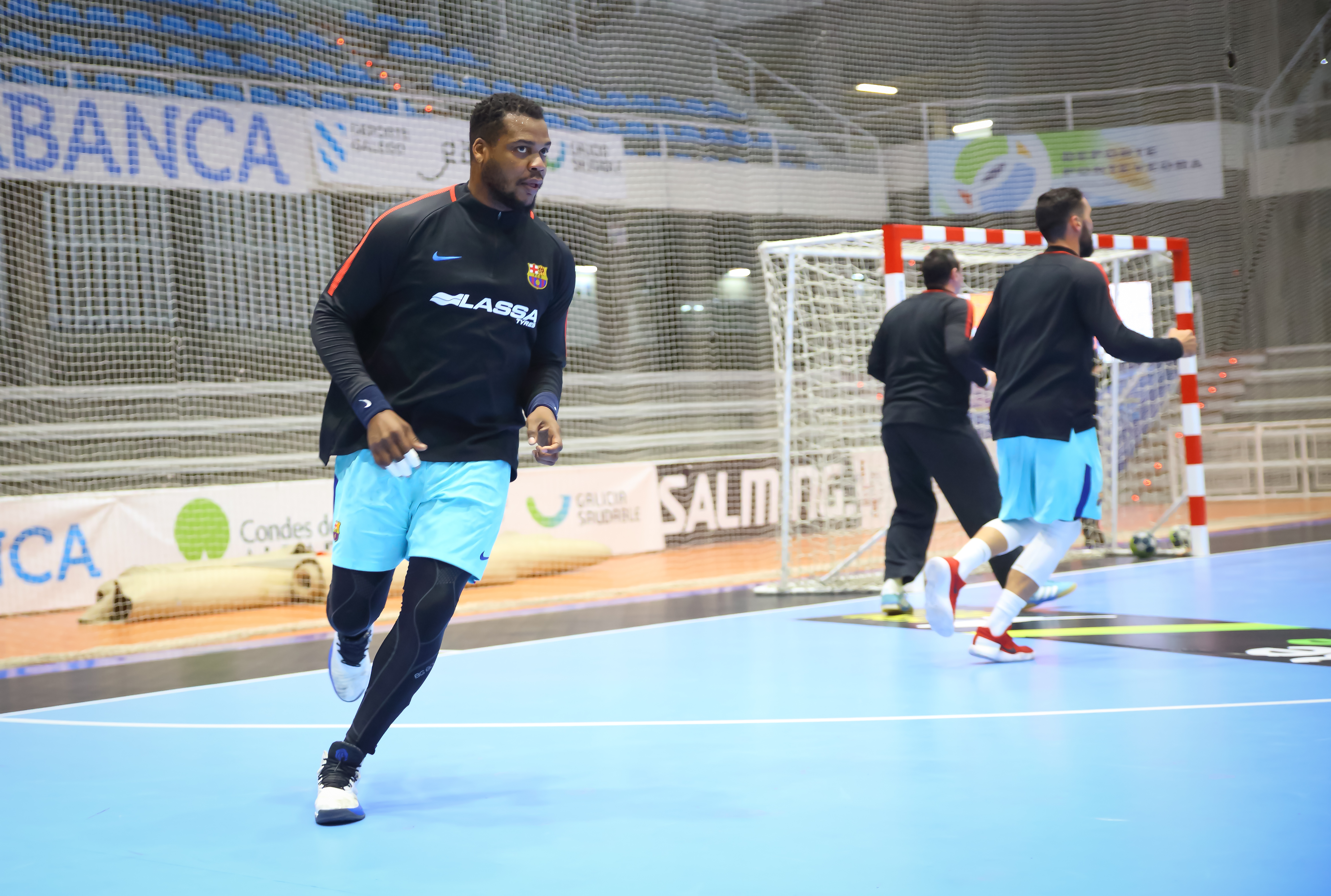
Cédric Sorhaindo med FC Barcelona, 2017.

Cédric Sorhaindo, född 7 juni 1984 i La Trinité på ön Martinique, är en fransk handbollsspelare. Han är högerhänt och spelar i anfall som mittsexa.

## Klubbar
- Gauloise de Trinité på Martinique (1999–2001)
- Angers Noyant HB (2001–2004)
- Paris HB (2004–2010)
- Toulouse HB (2010)
- FC Barcelona (2010–2021)
- CS Dinamo București (2021–)

## Meriter

### Med klubblag
- Champions League-mästare 3 gånger (2011, 2015, 2021) med FC Barcelona
- Spansk mästare 11 gånger (2011, 2012, 2013, 2014, 2015, 2016, 2017, 2018, 2019, 2020 och 2021) med FC Barcelona

### Med landslaget
- VM 2009 i Kroatien:  Guld
- EM 2010 i Österrike:  Guld
- VM 2011 i Sverige:  Guld
- EM 2012 i Serbien: 11:a
- OS 2012:  Guld
- VM 2013 i Spanien: 6:a
- EM 2014 i Danmark:  Guld
- VM 2015 i Qatar:  Guld
- OS 2016 i Rio de Janeiro:  Silver
- VM 2017 i Frankrike:  Guld
- EM 2018 i Kroatien:  Brons

## Galleri

Cédric Sorhaindo den 10 januari 2016 i landskampen Frankrike-Danmark
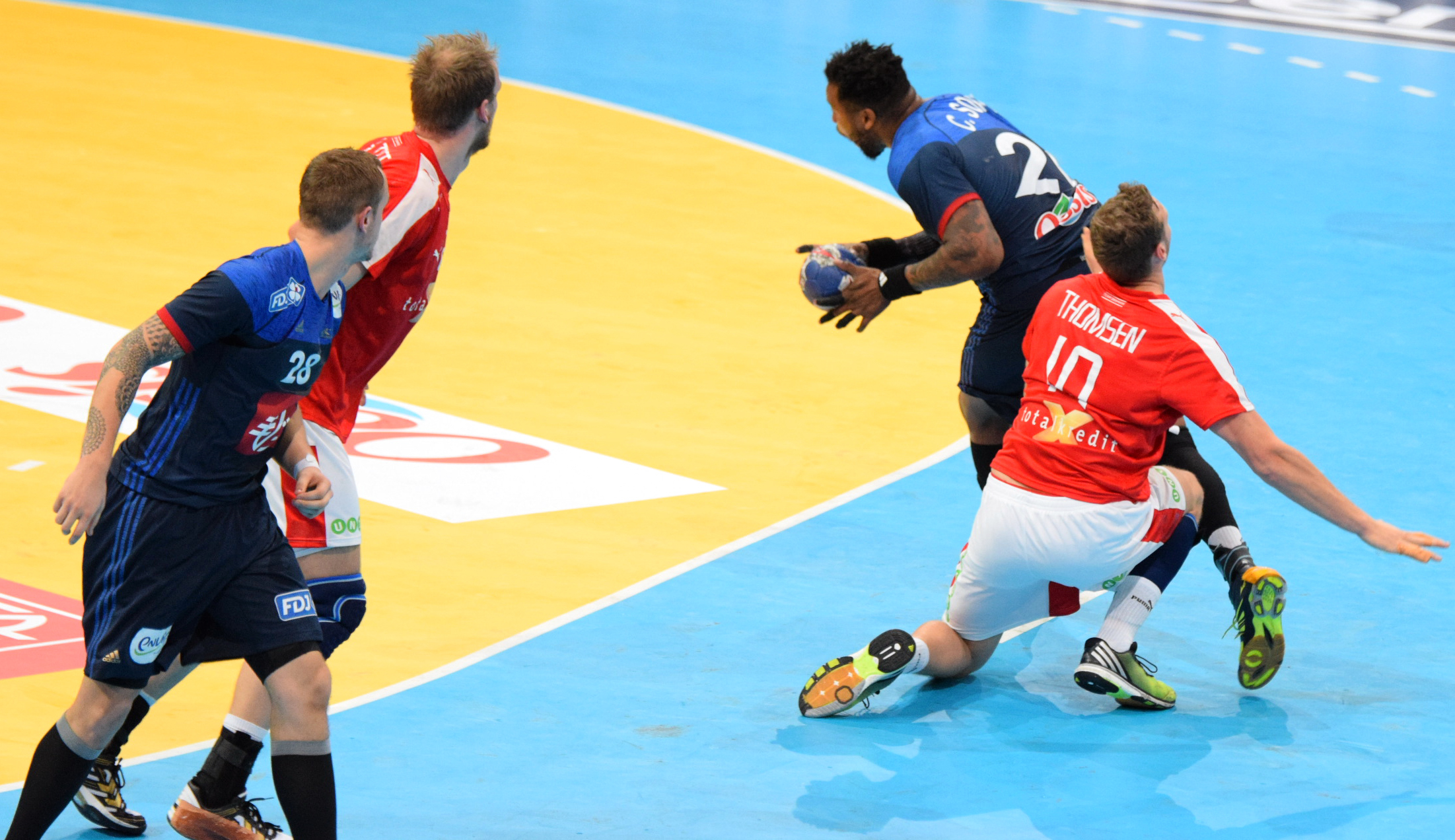
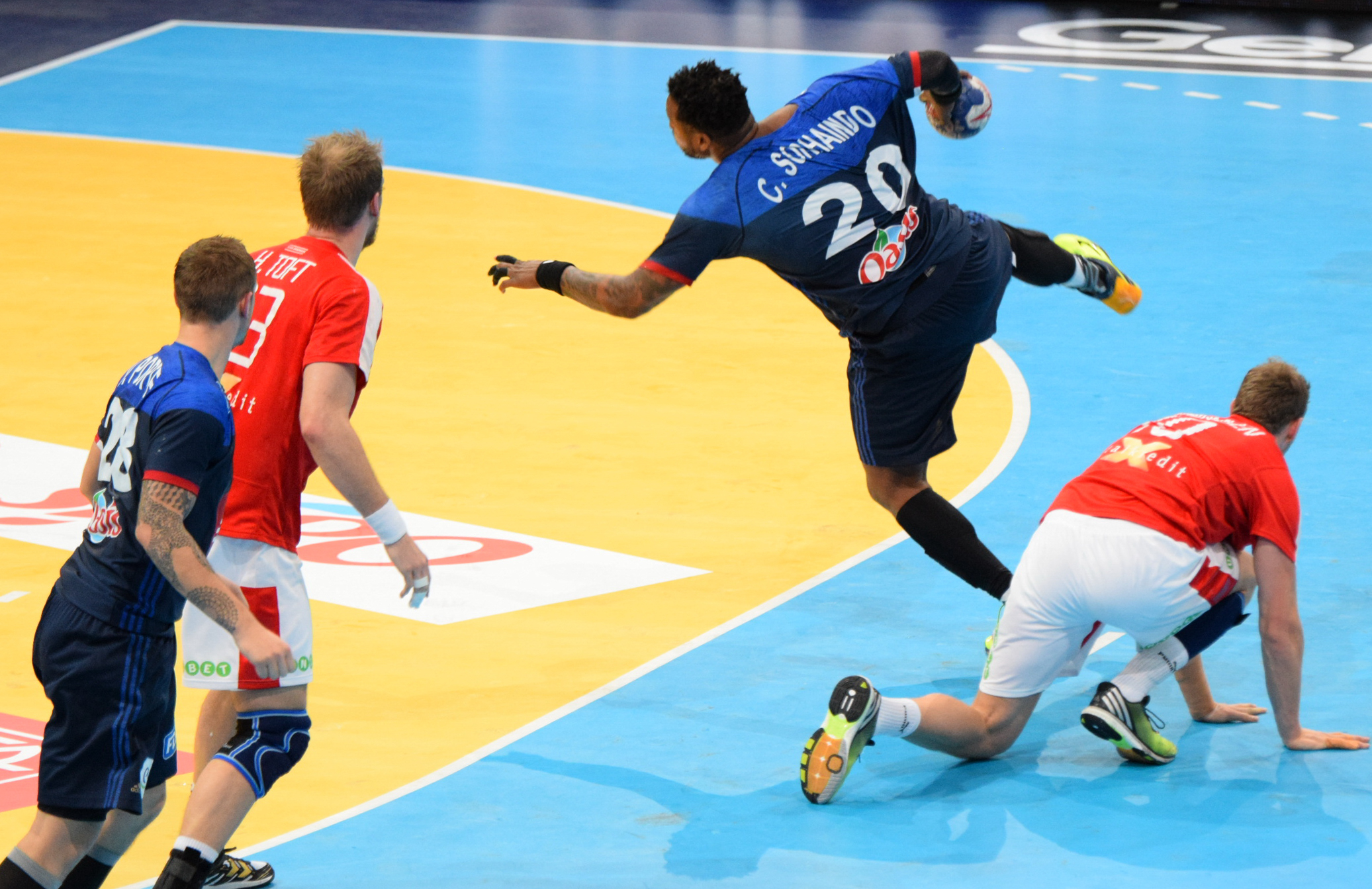
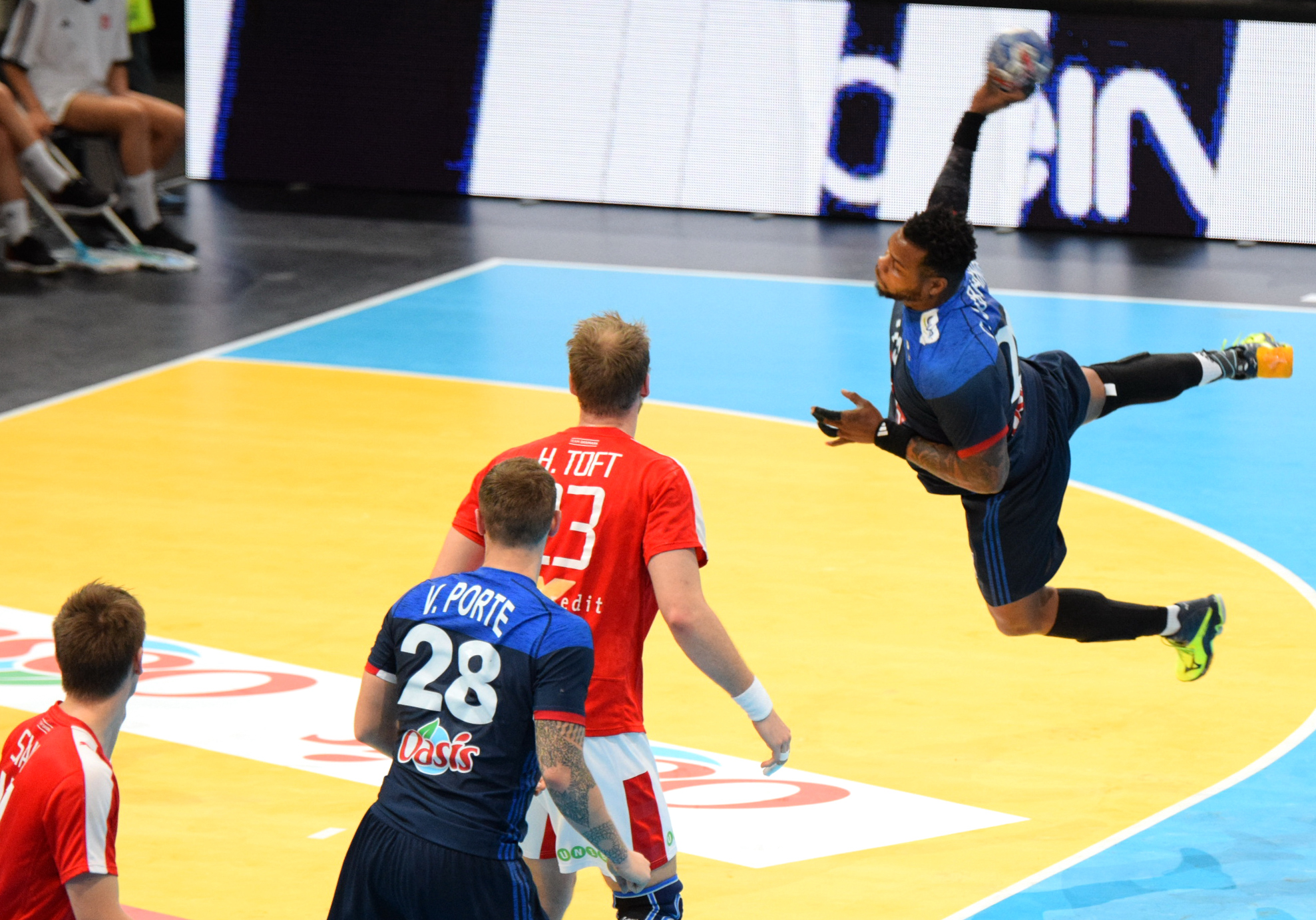
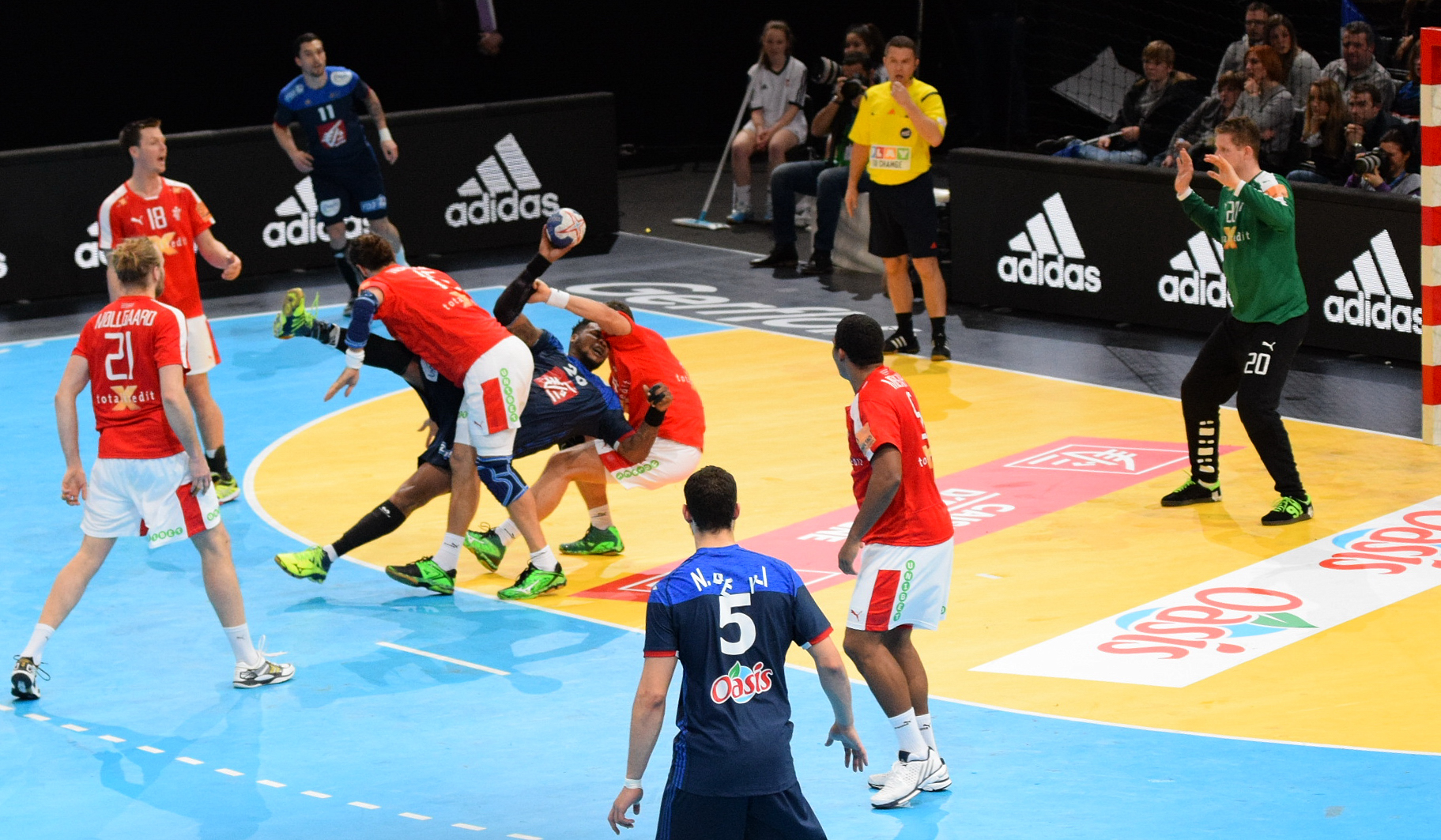
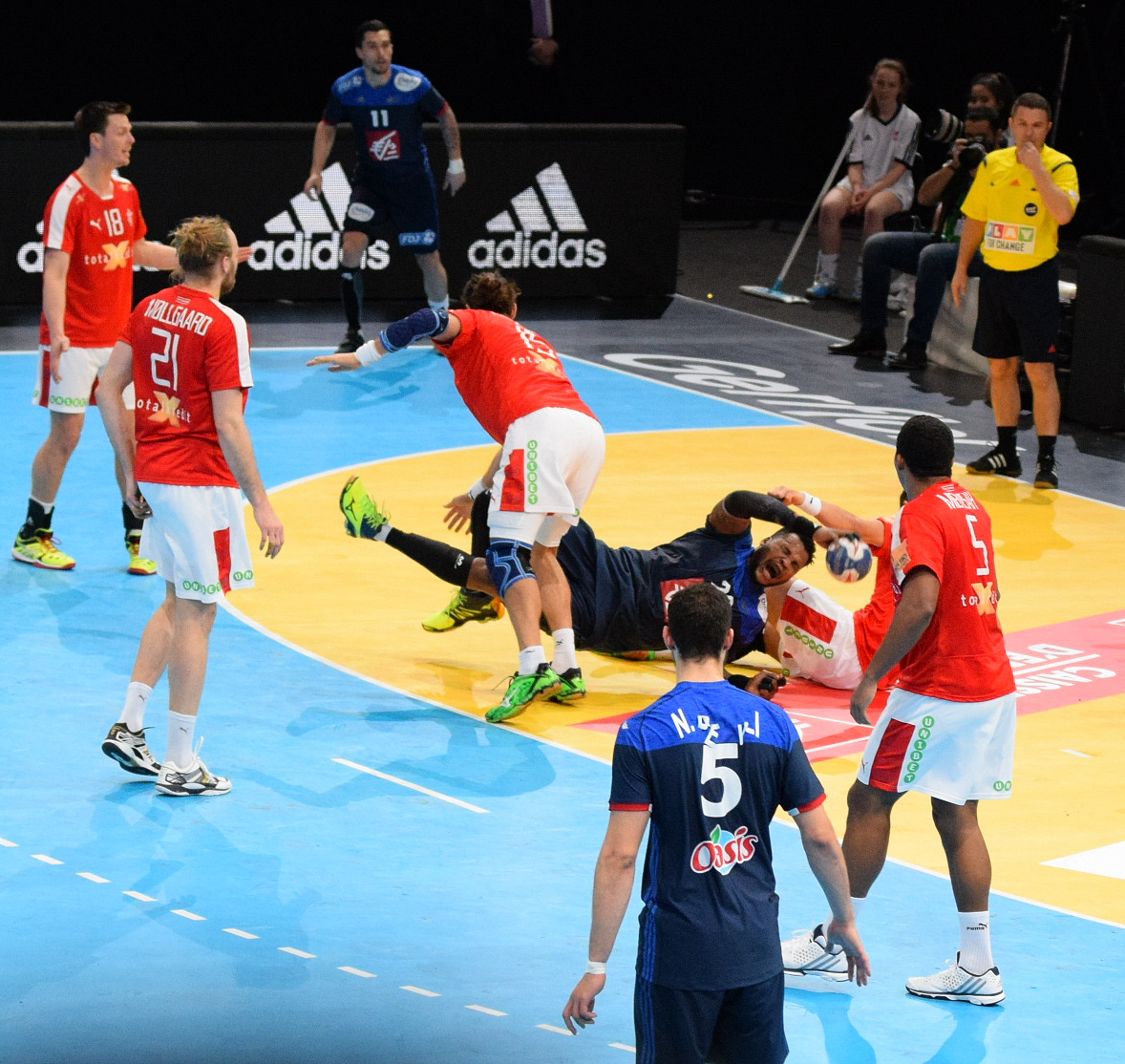
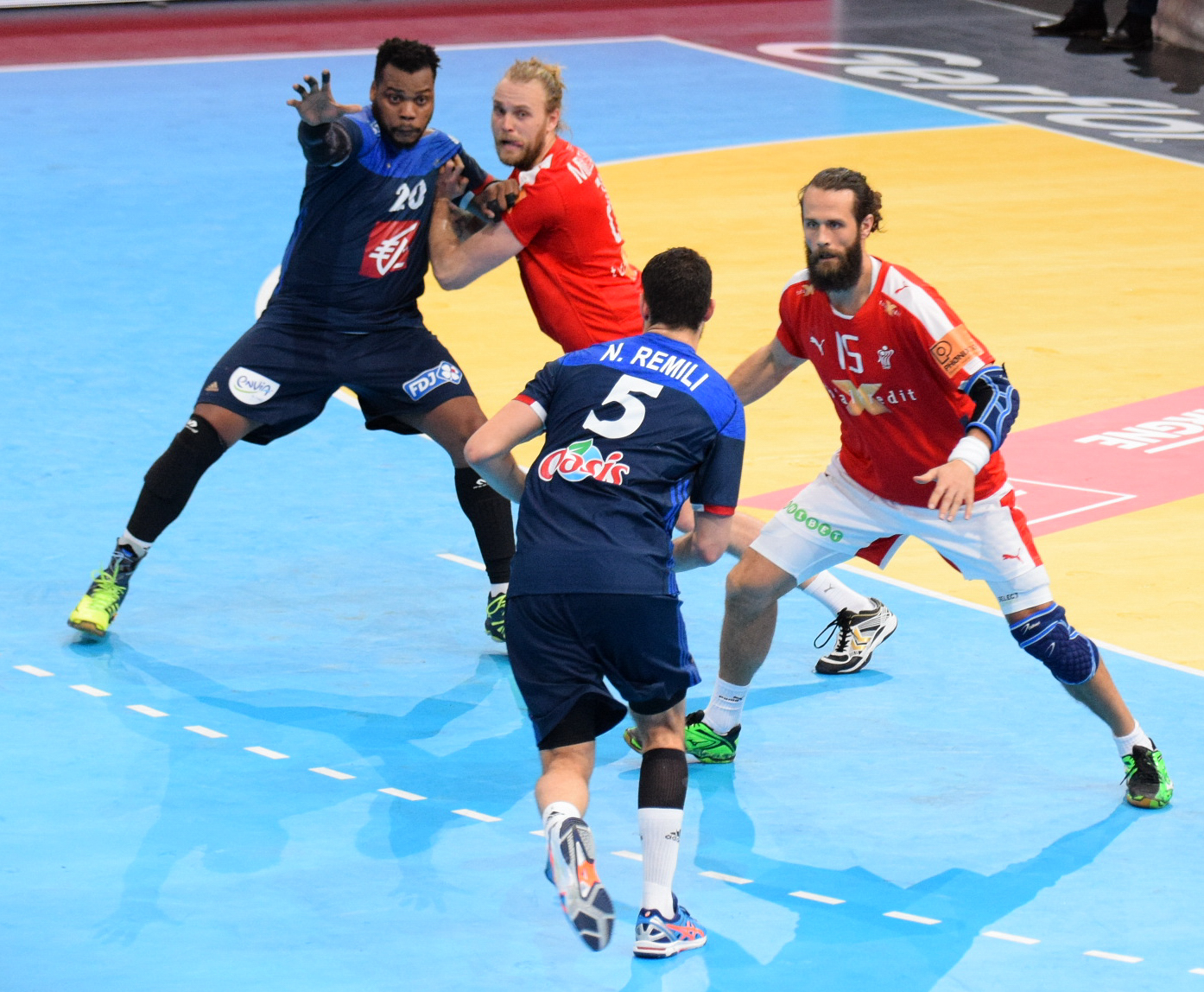
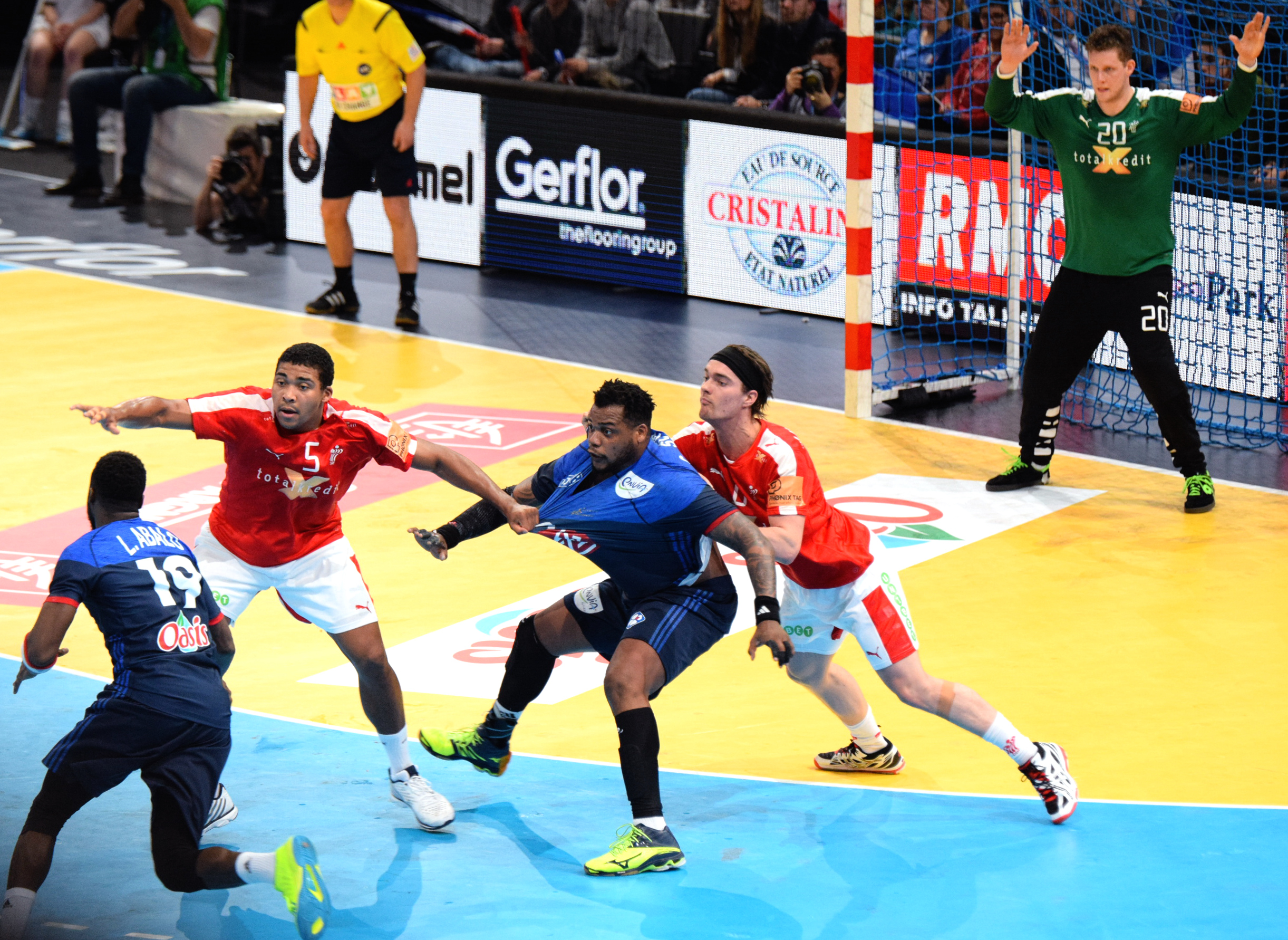